# Libelloides lacteus
Libelloides lacteus је инсект из реда мрежокрилаца - Neuroptera и породице Ascalaphidae.

## Распрострањеност
Насељава јужну Француску, јужну Италију, Балканско полуострво и Турску. Насељава топла станишта, пре свега отворене ливаде. У Србији је знатно ређа од сродне врсте Libelloides macaronius и среће се углавном на стаништима до 1000мнв.

## Опис
Као и остали представници породице Ascalaphidae, ово је атрактивна врста инсекта. Libelloides lacteus има дугуљасто тело са крупним прозирним крилима која су дужа од тела. Преовладава бела боја на крилима. Тело је смеђе до црно, а ноге црно - жуте. Има карактеристичан лаган лет, а спада међу предаторске врсте која се храни инсектима ситнијим од себе. Јаја полаже на вегетацију, а ларве су такође предатори. Период лета имага ове врсте је од априла до јула месеца у Србији.

## Синоними
Постоји велики број синонима за ову врсту.
- Ascalaphus dalmaticus van der Weele, 1909
- Ascalaphus expansus Gerstaecker, 1885
- Ascalaphus lacteus Brullé, 1832
- Ascalaphus ottomannus Germar, 1839
- Ascalaphus ottomannus subsp. dalmaticus van der Weele, 1909
- Ascalaphus ottomannus subsp. expansus Gerstaecker, 1885
- Ascalaphus ottomannus subsp. klapaleki Táborský, 1936
- Ascalaphus ottomannus var. expansus Gerstaecker, 1885
- Ascalaphus weelei Navás, 1925
- Libelloides lacteus subsp. lacteus (Brullé, 1832)
- Libelloides lacteus subsp. simbruinus Aistleitner, 2007
- Libelloides ottomannus (Germar, 1839)
- Libelloides ottomannus subsp. ottomannus (Germar, 1839)

Велики број подрврста се наводи, али је нејасна таксономија тако да најновија истраживања већину подврста води под синонимима рецентне врсте Libelloides lacteus.